# Percy Williams Bridgman
Percy Williams Bridgman (Cambridge (Massachusetts), 21 april 1882 – Randolph (New Hampshire), 20 augustus 1961) was een Amerikaans natuurkundige die in 1946 de Nobelprijs voor de Natuurkunde kreeg voor zijn werk aan de fysica van hoge druk. Hij schreef ook uitgebreid over de wetenschappelijke methode en andere aspecten van de wetenschapsfilosofie.

## Biografie
Bridgman was de zoon van Raymond Landon en Mary Ann Williams Bridgman. Na de Newton North High School studeerde hij natuurkunde aan de Harvard-universiteit. In 1904 behaalde hij er zijn bachelor, in 1905 zijn master en promoveerde er in 1908. De rest van zijn leven bleef hij aan Harvard verbonden, in 1919 werd hij er hoogleraar. In 1954 ging hij met emeritaat.
In 1905 begon hij de eigenschappen van materie onder hoge druk te onderzoeken. Een storing aan een machine maakte dat hij zijn drukapparaat aanpaste; het resultaat was een nieuw apparaat dat drukken kon maken over de 100 GPa. Dit was een reusachtige verbetering van de oude machines, die niet hoger gingen dan 3 GPa. Dit nieuwe apparaat leidde tot veel nieuwe observaties, zoals het effect van druk op elektrische weerstand, en op vloeistoffen en vaste stof. Daarbij ontwikkelde hij drukmeters die in staat waren deze zeer hoge drukken nauwkeurig te meten.
Midden jaren vijftig diende hij als raadgever voor General Electric toen wetenschappers in het bedrijfslaboratorium erin slaagden om met hogedruktechnologie grafiet om te zetten in synthetisch diamant. Aanleiding was dat hij erin was geslaagd "heet ijs" te maken, in de vorm van water die vast was bij tachtig graden Celsius. Hoewel het geen enkel praktisch nut kende speculeerden andere wetenschappers dat met een vergelijkbaar werkwijze het mogelijk moest zijn om kunstmatige diamanten te maken. Bridgeman dacht dat zo'n proces inderdaad mogelijk was maar praktisch ging hij er niet verder op in. Later, in 1955, ontwikkelde General Electric, op basis van zijn hogedrukfysica, een procedé om synthetische diamanten te maken.
Bridgman is ook bekend voor zijn studies over elektrische geleiding in metalen en eigenschappen van kristallen. Hij ontwikkelde de Bridgman-afdichting en is de naamgever van Bridgmans thermodynamische vergelijkingen. Hij pleegde in 1961 zelfmoord met een geweerschot nadat hij enige tijd had geleefd met metastase botkanker.

## Erkenning
Voor zijn wetenschappelijke werk ontving Bridgman vele onderscheidingen. Naast de Nobelprijs in 1946 mocht hij van de American Academy of Arts and Sciences de Rumford Medal (1917) in ontvangst nemen, alsmede de Elliott Cresson Medal (1932) van het Franklin Institute, de Comstock Prize (1933) van de National Academy of Sciences en de Bingham Medal (1951) van de Society of Rheology. Van de Koninklijke Nederlandse Akademie van Wetenschappen werd hij in 1933 geëerd met een gouden medaille van het Bakhuys Roozeboomfonds.

## Belangrijkste werken
- The Logic of Modern Physics (1927, Beaufort Books) Online excerpt.
- Dimensional Analysis (1931)
- The Nature of Physical Theory (1936, John Wiley & Sons)
- The Way Things Are (1959, Harvard Univ. Press)
- Reflections of a Physicist (1980, Arno Press)

## Over Bridgman
- Walter, Maila L., 1991. Science and Cultural Crisis: An Intellectual Biography of Percy Williams Bridgman (1882-1961). Stanford Univ. Press.